# Smålandsbjörnbär
Smålandsbjörnbär (Rubus vigorosus) är en rosväxtart som beskrevs av P. J. Müll., Philipp Wilhelm Wirtgen och Nym.. Smålandsbjörnbär ingår i släktet rubusar, och familjen rosväxter. Inga underarter finns listade i Catalogue of Life.

## Bildgalleri

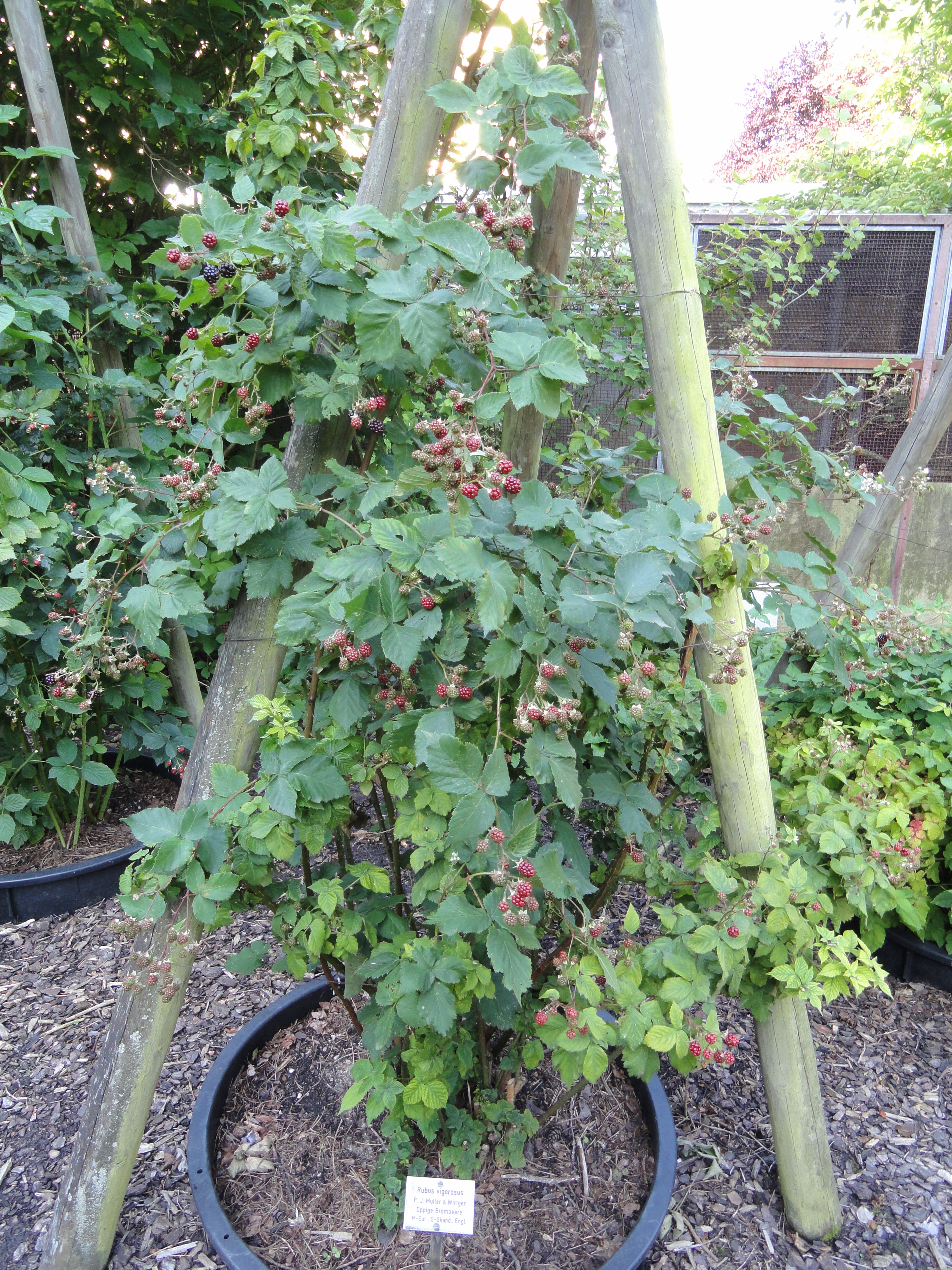
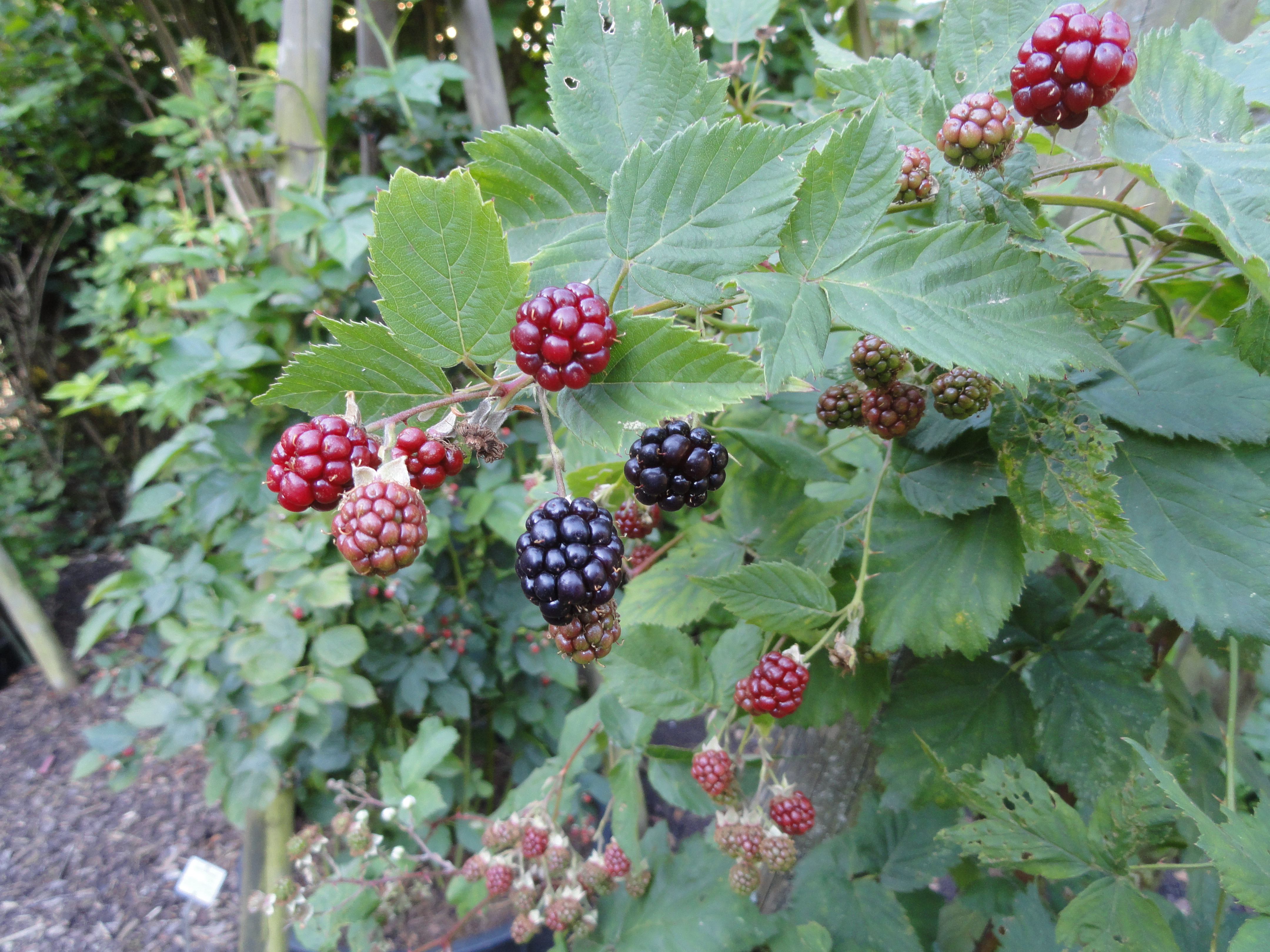